# VVM-redegørelse
En VVM-redegørelse, undertiden også benævnt VVM-undersøgelse, er en miljøvurdering af planer, programmer og projekter, som kan få væsentlig indvirkning på miljøet. Forkortelsen VVM står for Vurdering af Virkninger på Miljøet.
Der skal som udgangspunkt altid gennemføres miljøvurderinger forud for beslutninger, der kan påvirke miljøet væsentligt. En miljøvurdering giver ikke i sig selv svaret på om planen, programmet eller projektet skal gennemføres. Men den sikrer, at der gennemføres en grundig analyse af de forskellige miljøpåvirkninger, og den giver et overblik over konsekvenserne af forskellige alternative mulige løsninger. Miljøvurderinger bidrager til, at der træffes oplyste og miljømæssigt bedre beslutninger. Et væsentligt led i processen er offentlige høringer, inden den endelige beslutning træffes.
De gældende bestemmelser fremgår af Miljøvurderingsloven fra 2020. Lovens 59 paragraffer er inddelt i fem hovedafsnit og 20 kapitler. Dertil kommer syv bilag. Lovens fem hovedafsnit er:
- Afsnit I (§§ 1-7) indeholder regler om lovens formål, anvendelsesområde og definitioner.

- Afsnit II (§§ 8-14) indeholder regler, som udelukkende retter sig mod myndighedernes miljøvurdering af planer/programmer, herunder afgørelsen om, hvorvidt der skal gennemføres en miljøvurdering, krav til miljørapporten, vedtagelse af planen eller programmet og overvågning.

- Afsnit III (§§ 15-30) indeholder regler, som er rettet mod miljøkonsekvensvurdering af konkrete projekter, herunder bestemmelser som pålægger bygherren ansøgningspligt og krav om screeningsafgørelse eller VVM-tilladelse, myndighedskompetence, krav til bygherrens ansøgning og miljøkonsekvensrapport, screeningsafgørelsen, afgrænsning af miljøkonsekvensrapporten og VVM-tilladelsen.

- Afsnit IV (§§ 31-38) indeholder regler om udpegning af berørte myndigheder, om information og høring af berørte myndigheder og offentligheden som led i miljøvurderingen af planer/programmer efter afsnit II og som led i miljøkonsekvensvurderingen af konkrete projekter efter afsnit III, herunder særlige regler om grænseoverskridende høringer.

- Afsnit V (§§ 39-59) indeholder generelle krav til offentliggørelse, digitalisering m.v., administrative bestemmelser, regler om tilsyn m.v., klage og søgsmål, straf, ikrafttræden og overgangsbestemmelser og territorial gyldighed.

Lovens bilag svarer med få undtagelser til bilagene i EU's miljøvurderingsdirektiv og EU's VVM-direktiv og placeret således, at de følger lovens systematik:
- Bilag 1 omfatter projekttyper, som er fælles for såvel miljøvurderingsreglerne som VVM-reglerne. Efter VVM-reglerne omfatter bilag 1 de projekttyper, der er obligatorisk VVM-pligtige

- Bilag 2 omfatter projekttyper, som er fælles for såvel miljøvurderingsreglerne som VVM-reglerne. Efter VVM-reglerne omfatter bilag 2 de projekttyper, der er screeningspligtige

- Bilag 3 fastlægger screeningskriterierne ved miljøvurdering af planer/programmer

- Bilag 4 gennemgår miljørapportens indhold ved miljøvurdering af planer/programmer

- Bilag 5 fastlægger de oplysninger, som bygherren som minimum skal oplyse ved ansøgning om vurdering af et screeningspligtigt projekt, jf. bilag 2,

- Bilag 6 fastlægger screeningskriterierne ved miljøvurdering af et konkret projekt

- Bilag 7 gennemgår miljøkonsekvensrapportens indhold ved miljøvurdering af et konkret projekt